# Чистое термоядерное оружие
Чистое термоядерное оружие (также возможна формулировка «чисто термоядерное оружие») — теоретический тип термоядерного оружия, в котором условия для реакции термоядерного синтеза создаются без использования уранового или плутониевого инициатора взрыва (триггера). Подобный тип оружия не создаёт долговременного радиоактивного заражения ввиду отсутствия в нём распадающихся веществ. В настоящее время считается теоретически, безусловно, возможным, но пути практической реализации не ясны.

## Концепция
В современном термоядерном оружии условия, необходимые для начала реакции ядерного синтеза, создаются путём детонации триггера — небольшого плутониевого ядерного заряда. Взрыв триггера создает высокую температуру и давление, необходимые для начала термоядерной реакции в дейтериде лития. При этом основная часть долговременного радиоактивного заражения при термоядерном взрыве обеспечивается за счет радиоактивных веществ в триггере.
Однако, условия для начала термоядерной реакции возможно создать и без применения ядерного триггера. Такие условия создаются в лабораторных экспериментах и экспериментальных термоядерных реакторах. Теоретически возможно создать термоядерное оружие, в котором реакция будет инициироваться без использования триггерного заряда — «чистое термоядерное» оружие.
Такое оружие будет иметь следующие преимущества:
- Отсутствие долговременного заражения — в термоядерных устройствах, источником основной части долговременного заражения являются радиоактивные материалы, используемые в триггере. Чисто термоядерное устройство — не имеющее ядерного триггера — практически не будет при детонации создавать долговременного радиоактивного заражения или выпадения радиоактивных осадков.
- Эффективный контроль мощности взрыва — в современных термоядерных устройствах минимальная мощность детонации ограничена минимальной мощностью триггера (которая не может быть уменьшена менее определенного уровня ). В чисто термоядерном устройстве мощность детонации будет определяться исключительно количеством вступившего в реакцию дейтерида лития, что позволит чрезвычайно точно контролировать мощность детонации и создавать устройства сверхмалого эквивалента. Теоретически, устройство может быть бесконечно малым, вплоть до размеров «ядерной пули»[1].

### Нейтронный вариант чистого термоядерного оружия
Основным поражающим фактором в чисто термоядерном устройстве может стать мощный выброс нейтронного излучения, а не тепловая вспышка или ударная волна. Таким образом, сопутствующий ущерб от подрыва такого оружия может быть лимитирован. С другой стороны, это делает чисто термоядерное оружие не лучшим средством для тех ситуаций, когда необходимо поражение прочных сооружений, не содержащих биологической материи или электронных устройств (например, мостов).
Недостатки нейтронного варианта чистого термоядерного оружия те же, что и любого нейтронного оружия:
- Из-за сильного поглощения и рассеивания нейтронов в атмосфере дальность поражения нейтронным излучением, по сравнению с дальностью поражения незащищённых целей ударной волной от взрыва обычного ядерного заряда той же мощности, невелика.
- Взаимодействием нейтронов с конструкционными и биологическими материалами приводит к появлению наведённой радиоактивности, то есть оружие не является полностью «чистым».
- Бронетехника, начиная с 1960-х годов, разрабатывается с учётом возможности применения нейтронного оружия. Были разработаны новые типы брони, которая уже способна защитить технику и её экипаж от нейтронного излучения. Для этой цели в броню добавляются листы с высоким содержанием бора, являющегося хорошим поглотителем нейтронов, а в броневую сталь добавляется обеднённый уран. Кроме того, состав брони подбирается так, чтобы она не содержала элементов, дающих под действием нейтронного облучения сильную наведённую радиоактивность. Таким образом, современная бронетехника чрезвычайно устойчива и к нейтронному оружию.

## Возможные пути решения
Различные пути решения проблемы чистого термоядерного оружия рассматривались непрерывно с 1992 года, но в настоящее время не дали позитивного результата. Главной проблемой является значительная сложность создания условий начала термоядерной реакции. В лабораторных экспериментах и термоядерных реакторах, такие условия создаются крупногабаритными установками, к тому же весьма энергоемкими. В настоящее время не представляется возможным создание пригодного для использования в боевых условиях термоядерного оружия, основанного, например, на лазерном поджиге реакции, — требуемые для этого лазеры имеют огромные размеры и потребляют значительное количество энергии.
Существуют несколько теоретически возможных путей решения проблемы:
- Лазерный поджиг реакции;
- Z-Машина, осуществляющая поджиг рентгеновским излучением;
- Индуцированное гамма-излучение;
- Ударно-волновые излучатели;
- Триггер из антивещества[2] — технически пока невозможен ввиду отсутствия в настоящее время технологий выработки и удержания антивещества в достаточных количествах на достаточное для практического применения время.

### Чистое термоядерное оружие на ударно-волновом излучателе
См. Ударно-волновой излучатель.
Представляется теоретически возможным создание относительно компактного чисто термоядерного оружия на основе ударно-волнового излучателя. При этом, для запуска термоядерной реакции используется импульс электромагнитного излучения радиочастотного диапазона.
Согласно теоретическим расчетам, чистое термоядерное устройство на ударно-волновом излучателе будет иметь тротиловый эквивалент примерно сопоставимый с его собственной массой, или даже меньший. Таким образом, как взрывное устройство оно будет совершенно неэффективно. Однако, большая часть (до 80 %) энергии при этом выделится в виде нейтронного потока, способного поражать неприятеля на расстоянии в сотни метров от эпицентра. Такое оружие, фактически, будет чистым нейтронным оружием — не оставляющим радиоактивного заражения и практически не создающим сопутствующего ущерба.